# Nyssodrysina lignaria
Nyssodrysina lignaria là một loài bọ cánh cứng trong họ Cerambycidae.